# Stanley Cohen
Stanley Cohen   (Brooklyn, 17 de novembre de 1922 - Nashville, 5 de febrer de 2020) fou un bioquímic estatunidenc guardonat amb el Premi Nobel de Medicina o Fisiologia l'any 1986.

## Biografia
Va néixer el 17 de novembre de 1922 a la ciutat de Nova York. Va estudiar química i zoologia al Brooklin College de Nova York, on es graduà el 1943, i posteriorment es va doctorar en bioquímica l'any 1948 a la Universitat de Michigan.

## Recerca científica
Durant la dècada del 1950 inicià la seva col·laboració amb Rita Levi-Montalcini a la Universitat Washington de Saint Louis. Montalcini havia acabat de descobrir el factor de creixement, i Cohen aconseguí demostrar que aquest factor estava compost per una cadena proteica. El 1959 es traslladà a la Universitat Vanderbilt de Nashville (Tennessee) des d'on va continuar treballant en els factors de creixement, especialment en l'intent de determinar el desenvolupament del càncer i intentant aconseguir la síntesi d'una droga anticancerosa.
L'any 1986 fou guardonat, juntament amb Levi-Montalcini, amb el Premi Nobel de Medicina o Fisiologia pels seus treballs sobre els factors del creixement.